# 日本口腔リハビリテーション学会
一般社団法人日本口腔リハビリテーション学会（にほんこうくうリハビリテーションがっかい、Japan Association of Oral Rehabilitation;JAOR）とは、口腔リハビリテーションと顎頭蓋機能に関する専門学術団体の一つである。日本歯科医学会の認定分科会。

## 概要
1987年日本顎頭蓋機能研究会として設立。1993年に日本顎頭蓋機能学会(Japan Association of Cranio-Mandibular Orthopedics;JACMO)となる。2011年に現在の名称である日本口腔リハビリテーション学会へと名称変更を行った。会員数500名2015年現在、理事長は覚道健治。

## 総会
- 年1回

## 本部事務局
- 〒170-0003 東京都豊島区駒込１－４３－９駒込TSビル4階　財団法人口腔保健協会内

日本口腔リハビリテーション学会事務局

## 学会誌
- 『日本口腔リハビリテーション学会雑誌』年1回発刊 (ISSN：1340-8852)

## 専門認定
- 歯科医師
  - 日本口腔リハビリテーション学会認定口腔リハビリテーション認定医[3]
  - 日本口腔リハビリテーション学会認定口腔リハビリテーション指導医[4]
- 歯科衛生士
  - 日本口腔リハビリテーション学会認定口腔リハビリテーション認定歯科衛生士

## 大会等
| 年     | 月日           | 名称                                           | 会長     | 会場                   | テーマ                              | 参加者数 | 備考        |
| ------ | -------------- | ---------------------------------------------- | -------- | ---------------------- | ----------------------------------- | -------- | ----------- |
| 2011年 | 10月1日～2日   | 第25回日本口腔リハビリテーション学会・学術大会 | 大野粛英 | 神奈川県歯科医師会館   |                                     |          | [ 5 ]       |
| 2012年 | 10月27日～28日 | 第26回日本口腔リハビリテーション学会学術大会   | 菊谷武   | 日本歯科大学生命歯学部 | 口から食べる - 多職種連携を通じて - |          | [ 6 ] [ 7 ] |

## 加盟団体
- 日本歯科医学会 2013年から[1]
- 日本歯学系学会協議会